# Gawłuszowice
Gawłuszowice è un comune rurale polacco del distretto di Mielec, nel voivodato della Precarpazia.
Ricopre una superficie di 33,79 km² e nel 2007 contava 3 000 abitanti.